# ロザリー・ウィリアムズ
ロザリー・ウィリアムズ（Rosalie Williams、1919年6月12日 - 2009年11月11日）は、イギリスの女優プロデューサー。1960年代から1990年代に多くのテレビドラマ・映画などで活動した。

## 来歴・人物
1919年6月12日英国のランカシャー州生まれ。
昼メロ『Coronation Street』1978-1985年放送のミセス・レーシー役で英国ソープオペラ賞を受賞している。映画 A Taste of Honey 1961年 (邦題：蜜の味) にはロザリー・スケース名義であり、結婚後の一時期に夫の「スケース」姓を名乗って活動していたようである。彼女の夫デヴィッド・スケース(英国俳優 監督)が2003年に83歳で他界している。夫であったスケースとの結婚は58年間に及んでいる。子供が4人、アナベル・スケース(女優)、ローリー・スケース(俳優)、ジョセフィンとキャサリン。
彼女を有名にした番組として、1984年から1994年までの間グラナダテレビで放送されたテレビ番組『シャーロック・ホームズの冒険』(主演：ジェレミー・ブレット)がある。この作品はテレビで大ヒットとなり、『英国のロンドン、ベイカー街221番地に住居を構え、下宿を営む大家のハドソン夫人』の役を演じた彼女の名を現在まで残している。彼女自身、ハドソン夫人役は「実際の文章はほとんどなかった。」と語っており、ジェレミー・ブレットとの演技のやり取りでハドソン夫人という人物を作り出していったようである。シャーロック・ホームズの冒険で共演したジェレミー・ブレットが亡くなった時(1995年9月12日没)にインタビューを受けてジェレミーに哀悼のコメントを出している。
2009年11月11日イギリスのマンチェスターで死去。

## 出演作品
- （ドラマ）『Coronation Street』 1978-1985年 - ミセス・レーシー（英国ソープオペラ賞を受賞）
- （ドラマ）シャーロックホームズの冒険シリーズ（グラナダテレビ）、1984年-1994年 - ハドソン夫人
- （映画）蜜の味 A Taste of Honey、1961年 - 助産婦役　(ロザリー・スケース名義)

など。